# Reuzenboszwijn
Het reuzenboszwijn (Hylochoerus meinertzhageni), ook wel reuzenzwijn of Meinertzhagenzwijn (naar Richard Meinertzhagen) genoemd, is het grootste bekende wilde varken. Hij leeft in de regenwouden van tropisch Afrika. De soort werd pas in 1904 voor het eerst beschreven.

## Beschrijving
Het reuzenboszwijn is een zwaargebouwd dier met een grote kop en een lang gezicht. De staart is lang en dun. De snuit is breed en plat en de wangen groot en kaal. Op het voorhoofd bevindt zich een schotelvormige inzinking. De wroetschijf kan meer dan vijftig centimeter breed zijn. De oren zijn vrij klein en puntig. Hij heeft lang zwart haar. Het gezicht is vrijwel kaal, met enkele plukjes licht haar.
Het volwassen mannetje (beer) heeft twee tot dertig centimeter lange, dikke en achterwaarts gekromde slagtanden. Volwassen vrouwtjes (zeugen) hebben veel kleinere slagtanden. Ook heeft het volwassen mannetje grote gezwollen oogklieren.
Het reuzenboszwijn heeft een kop-romplengte van 130 tot 210 centimeter en een schouderhoogte van 80 tot 100 centimeter. De staart is 25 tot 45 centimeter lang. Mannetjes zijn over het algemeen meer dan vijftig kilogram zwaarder dan vrouwtjes. Vrouwtjes wegen 100 tot 200 kilogram, mannetjes 140 tot 275 kilogram.

## Leefwijze
Het reuzenboszwijn is voornamelijk een nachtdier, dat overdag verborgen blijft in een slaapplek tussen de dichte begroeiing. Het eet jonge, groene grassen, zeggen, kruiden, bladeren, bessen en afgevallen vruchten, soms ook plantenwortels. Het reuzenboszwijn wroet tijdens het foerageren minder vaak dan andere varkens in de grond, en is meer een grazer. Ook eet hij mineraalrijke aarde of likt hij aan zoutstenen.
Het leeft voornamelijk in familiegroepjes van vier tot twaalf dieren, bestaande uit een beer, een zeug en haar nakomelingen van tot drie generaties. De hele groep gebruikt een gezamenlijke grote latrine. Ook slapen ze gezamenlijk tussen de begroeiing. Ze wisselen vaak van slaapplek. Het woongebied van een familiegroepje overlapt met dat van andere groepjes.
Dieren uit een groep houden met elkaar contact met een hoge blaffende roep. In het struikgewas maakt hij gebruik van zachte grommen om contact te houden.
De beer beschermt zijn groepje tegen andere beren en predatoren als leeuwen, luipaarden en gevlekte hyena's. Beren geven elkaar kopstoten bij confrontaties. De meest voorkomende is het snuitrammen, waarbij de dieren met de wroetschijf tegen elkaar aan stoten. Bij een confrontatie tussen twee sterke, gelijkwaardige beren rennen de dieren op elkaar af van dertig meter afstand, waarbij ze elkaar met het opvallend gevormde voorhoofd proberen te rammen. Als de voorhoofden elkaar precies gelijk raken, zal dit een harde, op het geluid van een geweer gelijkende klap geven, veroorzaakt door ontsnappende lucht. Deze aanvallen kunnen een half uur duren. Hierbij kauwt hij met de kaken, vliegt speeksel rond en laat hij urine lopen. Bij de winnaar van het gevecht stroomt afscheiding uit de oogklieren over zijn gezicht. Andere volwassen mannetjes ontwijken hem, onderdanige vrouwtjes besnuffelen hem.

## Voortplanting
De paartijd bereikt in Congo in maart en in september hoogtepunten. Jongen worden vijf maanden later geboren. Twee tot zes biggetjes (maximaal elf jongen) worden geboren in een nest van droog gras en andere planten, verborgen tussen het struikgewas. Hier blijven ze ongeveer een week verborgen. De jongen zijn bij de geboorte strogeel van kleur, maar dit verandert snel naar bruin. De voor jonge zwijnen gebruikelijke strepen ontbreken bij de oostelijke populaties. Ze groeien vrij snel. Na negen weken worden ze gespeend en ze zijn geslachtsrijp na 18 maanden. Als het jong volgroeid is, wordt de vacht zwart.
Het reuzenboszwijn kan tot 18 jaar oud worden.

## Verspreiding en leefgebied
Het zwijn komt voor in West- en Centraal-Afrika en in Oost-Afrika rond Mount Kenya en in het Ethiopisch Hoogland. Het leeft voornamelijk in bossen met dichte begroeiing, afgewisseld met graslanden. Hij kan echter in alle bostypen overleven, van zeeniveau tot 3800 meter hoogte, van bamboebossen tot beboste savannen, galerijbossen en moerasbossen, zolang er maar voldoende begroeiing en het gehele jaar door voedsel te vinden is. Een typisch leefgebied voor het reuzenboszwijn heeft verscheidene rustplekken tussen dichte begroeiing of omgevallen bomen, een plek met likstenen of mineraalrijke aarde, modder- en waterpoelen en een grasveld om te grazen.

## Bedreiging
Het reuzenboszwijn is door zijn grootte een gemakkelijke prooi voor jagers en enkele populaties worden bedreigd door de handel in bushmeat. Ze komen echter over een groot gebied in een verscheidene beschermde natuurgebieden voor en wordt in het grootste deel van zijn verspreidingsgebied beschermd. De gehele soort wordt als niet bedreigd beschouwd. Populaties van de West-Afrikaanse ondersoort H.m. ivoriensis zijn kwetsbaar. Mogelijk valt deze soort te domesticeren.